# Cantón Urdaneta
El cantón Urdaneta es uno de los 13 cantones que conforman la provincia ecuatoriana de Los Ríos.  Su cabecera cantonal es la ciudad de Catarama.  Su población es de 36 360 habitantes y tiene una superficie de 378,34 km². Siendo el décimo cantón más poblado de la provincia. Su actual alcaldesa es Amada Zambrano.

## Cantones limítrofes con Urdaneta
| Noroeste: Cantón Ventanas | Norte: Cantón Ventanas | Noreste: Echeandía |
| Oeste: Cantón Puebloviejo |                        | Este: Caluma       |
| Suroeste: Cantón Babahoyo | Sur: Cantón Babahoyo   | Sureste: Caluma    |

## Creación
Catarama fue elevada al estatus de parroquia civil del cantón Puebloviejo en julio de 1875 por Gabriel García Moreno. Ricaurte siguió su ejemplo, siendo parroquializada en octubre de 1898.
La cantonización de Urdaneta fue aprobada por el Congreso Nacional el 6 de octubre de 1913. Cinco días más tarde el proceso fue oficializado por el presidente Leonidas Plaza Gutiérrez. El cantón recibió su nombre como conmemoración al capitán venezolano y prócer de la independencia de Guayaquil Luis Urdaneta.

## Organización político-administrativa

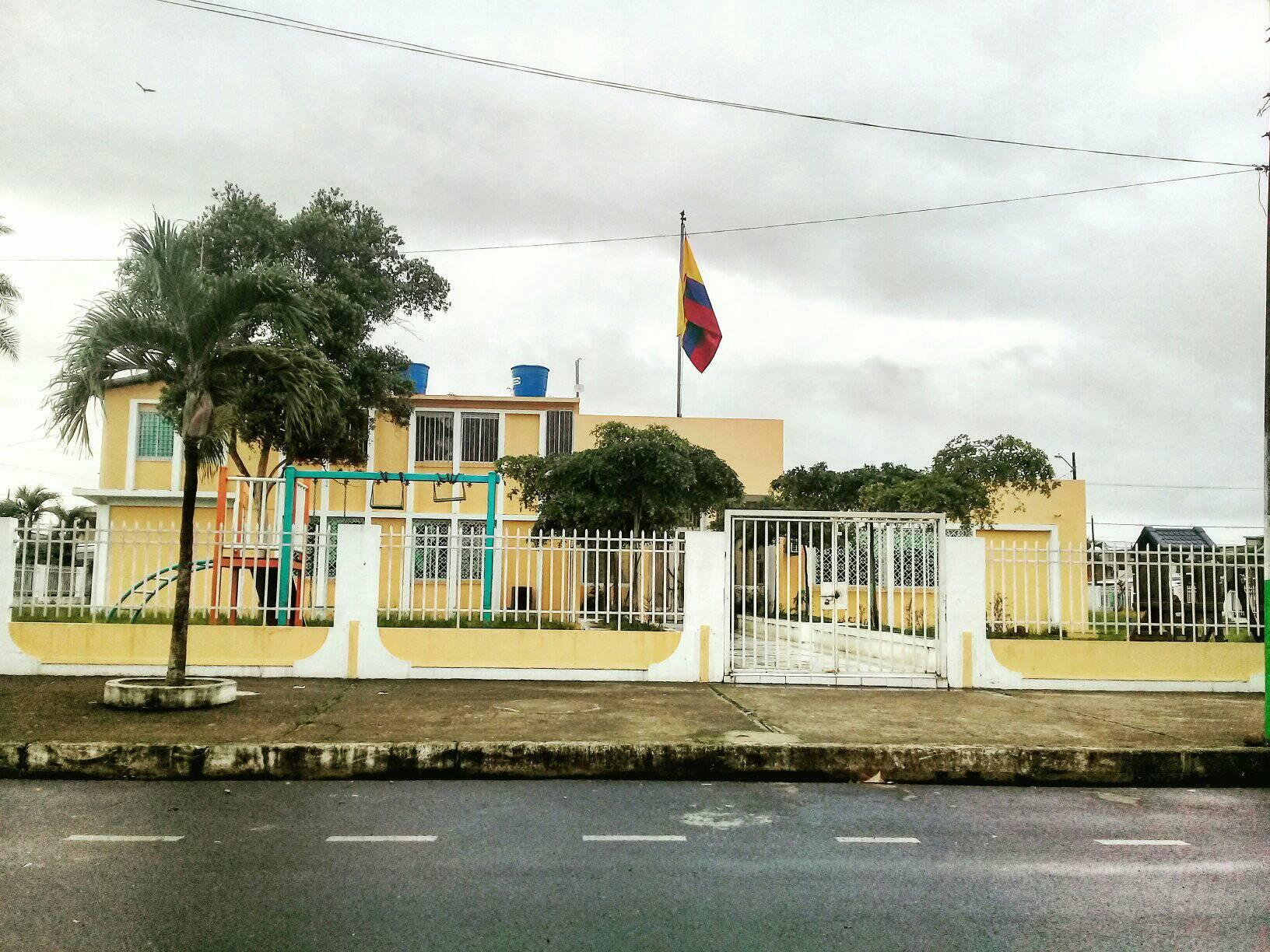
Sede del Gobierno Municipal de Urdaneta, en Catarama.

El cantón Urdaneta, al igual que las demás localidades ecuatorianas, se rige por un gobierno municipal según lo estipulado en la Constitución Política Nacional. El Gobierno Municipal de Urdaneta es una entidad de gobierno seccional que administra el cantón de forma autónoma al gobierno central. 
El Gobierno Municipal de Urdaneta, se rige principalmente sobre la base de lo estipulado en los artículos 253 y 264 de la Constitución Política de la República y en la Ley de Régimen Municipal en sus artículos 1 y 16, que establece la autonomía funcional, económica y administrativa de la entidad.

### Alcaldía
El poder ejecutivo del cantón es desempeñado por un ciudadano con título de Alcalde de Urdaneta, el cual es elegido por sufragio directo en una sola vuelta electoral sin fórmulas o binomios en las elecciones municipales. El vicealcalde no es elegido de la misma manera, ya que una vez instalado el Concejo Cantonal de Urdaneta se elegirá entre los ediles un encargado para aquel cargo. El alcalde y el vicealcalde duran cuatro años en sus funciones, y en el caso del alcalde, tiene la opción de reelección inmediata o sucesiva. El alcalde es el máximo representante de la municipalidad y tiene voto dirimente en el concejo cantonal, mientras que el vicealcalde realiza las funciones del alcalde de modo suplente mientras no pueda ejercer sus funciones el alcalde titular.
El alcalde cuenta con su propio gabinete de administración municipal mediante múltiples direcciones de nivel de asesoría, de apoyo y operativo. Los encargados de aquellas direcciones municipales son designados por el propio alcalde.
Actualmente la alcaldesa de Urdaneta es Amada Zambrano.

### Concejo cantonal
El poder legislativo del cantón es ejercido por el Concejo Cantonal de Urdaneta el cual es un parlamento unicameral que se constituye al igual que en los demás cantones mediante la disposición del artículo 253 de la Constitución Política Nacional. De acuerdo a lo establecido en la ley, la cantidad de miembros del concejo representa proporcionalmente a la población del cantón.
Urdaneta posee siete concejales, los cuales son elegidos mediante sufragio (Sistema D'Hondt) y duran en sus funciones cuatro años pudiendo ser reelegidos indefinidamente. De los siete ediles, cinco representan a la población urbana mientras que dos representa a las zonas rurales. El alcalde y el vicealcalde presiden el concejo en sus sesiones. Al recién instalarse el concejo cantonal por primera vez los miembros eligen de entre ellos un designado para el cargo de vicealcalde de la ciudad.
Los miembros del concejo cantonal organizarán las distintas comisiones municipales conforme a lo preescrito en los artículos 85 y 93 de la Codificación de Ley Orgánica de Régimen Municipal. Las comisiones están conformadas por los miembros principales y suplentes del concejo cantonal y por designados dentro de las diferentes instituciones públicas del cantón. Un concejal puede ser parte de más de una comisión.

## Organización Territorial
El cantón se divide en parroquias que pueden ser urbanas como Catarama (cabecera cantonal) o rurales como Ricaurte, que son representadas por los Gobiernos Parroquiales ante la Alcaldía.
| División territorial/parroquia                                                                                           | Superficie (km²) | Población (hab.) |
| --- | ---------------- | ---------------- |
| Catarama (Cabecera cantonal)                                                                                             | 48,83            | 11 320           |
| Ricaurte | 329,51           | 25 040           |
| Total cantón | 378,34 km²       | 36 360 hab.      |
| Datos proporcionados por el Instituto Nacional de Estadísticas y Censos sobre el Censo de Población y Vivienda del 2022. |                  |                  |